# S-League
S-League – singapurska liga piłki nożnej powstała w 1996 roku. Tak jak w K-League nie ma tam systemu awansów i spadków, a "druga liga", zwana "Ligą Premierową" pełni rolę młodzieżowego zaplecza dla S-League. Najbardziej utytułowaną drużyną jest Warriors F.C. (do 20 stycznia 2013 roku nosiła nazwę Singapur Armed Forces F.C.), która triumfowała 9 razy.

## Mistrzowie Singapuru
- 1996 – Geylang United F.C.
- 1997 – Singapore Armed Forces F.C.
- 1998 – Singapore Armed Forces F.C.
- 1999 – Home United F.C.
- 2000 – Singapore Armed Forces F.C.
- 2001 – Geylang United F.C
- 2002 – Singapore Armed Forces F.C.
- 2003 – Home United F.C.
- 2004 – Tampines Rovers
- 2005 – Tampines Rovers
- 2006 – Singapore Armed Forces F.C.
- 2007 – Singapore Armed Forces F.C.
- 2008 – Singapore Armed Forces F.C.
- 2009 – Singapore Armed Forces F.C.
- 2010 – Etoile
- 2011 – Tampines Rovers
- 2012 – Tampines Rovers
- 2013 – Tampines Rovers
- 2014 – Warriors
- 2015 – DPMM Brunei
- 2016 – Albirex Niigata
- 2017 – Albirex Niigata
- 2018 – Albirex Niigata
- 2019 – DPMM Brunei
- 2020 – Albirex Niigata[1]

## Zdobywcy Pucharu Singapuru
- 2003 – Geylang United F.C.
- 2004 – Tamping Sun Rover
- 2005 – Home United F.C.
- 2006 – Tampines Rovers
- 2009 – Geylang United F.C.
- 2010 – Bangkok Glass
- 2011 – Home United
- 2012 – Warriors
- 2013 – Home United
- 2014 – Belestiers Khalsa
- 2015 – Albirex Niigata S
- 2016 – Albirex Niigata S
- 2017 – Albirex Niigata S
- 2018 – Albirex Niigata S
- 2019 – Tampines Rovers
- 2020 – odwołany z powodu pandemii COVID-19

## Królowie Strzelców
- 1996 –  Jure Eres (Singapur Armed Forces F.C) - Gole : 29
- 1997 –  Goran Paulic (Balestier Central) - Gole : 24
- 1998 –  Stuart Young (Tampines Rovers) - Gole : 15
- 1999 –  Mirko Grabovac (Singapur Armed Forces F.C) - Gole : 24
- 2000 –  Mirko Grabovac (Singapur Armed Forces F.C) - Gole : 19
- 2001 –  Mirko Grabovac (Singapur Armed Forces F.C) - Gole : 42
- 2002 –  Mirko Grabovac (Singapur Armed Forces F.C) - Gole : 36
- 2003 –  Peres De Oliveira (Home United F.C) - Gole : 37
- 2004 –  Egmar Goncalves (Home United F.C) - Gole : 30
- 2005 –  Mirko Grabovac (Tampines Rovers) - Gole : 26
- 2006 –  Laakkad Abelkadi (Wellington Woodlands) - Gole : 23
- 2007 –  Aleksandar Duric (Singapur Armed Forces F.C) - Gole : 43
- 2008 –  Aleksandar Duric (Singapur Armed Forces F.C) - Gole : 28
- 2009 –  Aleksandar Duric (Singapur Armed Forces F.C) - Gole : 27
- 2010 –  Frédéric Mendy (Etoile F.C.) - Gole : 21[2]
- 2011 –  Mislav Karoglan (Singapur Armed Forces F.C- Gole : 33
- 2012 –  Frédéric Mendy (Home United FC) - Gole : 20[2]
- 2013 –  Aleksandar Duric (Tampines Rovers) /  Moon Soon-ho (Woodlands Wellington FC) - Gole : 15
- 2014 –  Rodrigo Tosi (DPMM FC) - Gole : 24
- 2015 –  Rafael Ramazotti de Quadros (DPMM FC) - Gole : 21
- 2016 –  Rafael Ramazotti de Quadros (DPMM FC) - Gole : 20
- 2017 –  Tsubasa Sano (Albirex Niigata Singapore FC) - Gole : 26
- 2018 –  Shuhei Hoshino (Albirex Niigata Singapore FC) - Gole : 19
- 2019 –  Andrej Warankou (DPMM FC) - Gole : 21
- 2020 –  Stipe Plazibat (Lion City Sailors FC) - Gole : 14[3]